# Warrenton (Carolina del Nord)
Warrenton és una població dels Estats Units i seu del comtat de Warren a l'estat de Carolina del Nord. Segons el cens del 2000 tenia 811 habitants.

## Demografia
Segons el cens del 2000, Warrenton tenia 811 habitants, 402 habitatges i 221 famílies. La densitat de població era de 355,8 habitants per km².
Dels 402 habitatges en un 18,2% hi vivien nens de menys de 18 anys, en un 40% hi vivien parelles casades, en un 12,4% dones solteres, i en un 45% no eren unitats familiars. En el 42,3% dels habitatges hi vivien persones soles el 26,1% de les quals corresponia a persones de 65 anys o més que vivien soles. El nombre mitjà de persones vivint en cada habitatge era de 2,02 i el nombre mitjà de persones que vivien en cada família era de 2,76.
Per edats la població es repartia de la següent manera: un 17,8% tenia menys de 18 anys, un 3,8% entre 18 i 24, un 22,2% entre 25 i 44, un 25,8% de 45 a 60 i un 30,5% 65 anys o més.
L'edat mediana era de 49 anys. Per cada 100 dones de 18 o més anys hi havia 73,7 homes.
La renda mediana per habitatge era de 31.618 $ i la renda mediana per família de 40.179 $. Els homes tenien una renda mediana de 27.857 $ mentre que les dones 24.861 $. La renda per capita de la població era de 20.654 $. Entorn del 10,2% de les famílies i el 14,5% de la població estaven per davall del llindar de pobresa.

## Poblacions més properes
El següent diagrama mostra les poblacions més properes.